# Limahl

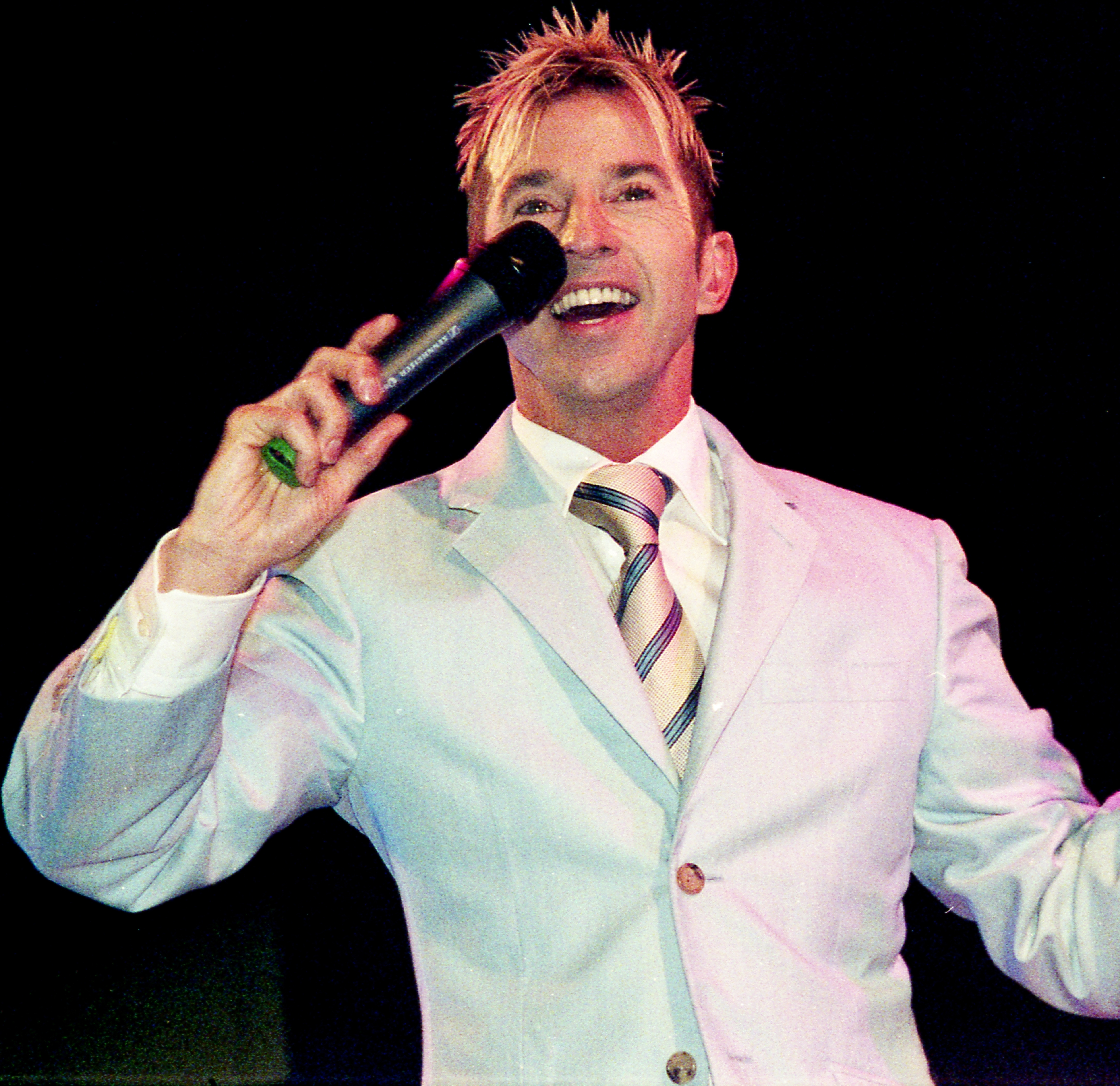
Limahl, 2006

Limahl (* 19. Dezember 1958 in Wigan, Lancashire; eigentlich Christopher Hamill) ist ein britischer Popsänger.

## Leben
Chris Hamill begann seine musikalische Laufbahn 1980, als er unter seinem bürgerlichen Namen die Single It’s Christmas veröffentlichte. Der Durchbruch gelang ihm jedoch als Sänger der Band Kajagoogoo. Die vier anderen Bandmitglieder suchten über eine Anzeige in verschiedenen Musikmagazinen einen Frontmann, der singen können und gut aussehen sollte. Hamill änderte seinen Namen in Limahl, ein Anagramm seines Nachnamens, und meldete sich auf die Anzeige.
Kajagoogoos Debütsingle Too Shy erreichte kurz nach Veröffentlichung Anfang 1983 Platz eins der britischen Charts und verkaufte sich weltweit über vier Millionen Mal. Nach zwei weiteren Hits (Ooh to Be Ah und Hang On Now) verließ Limahl nach bandinternen Differenzen Ende 1983 die Band und begann eine Solokarriere.
Mit den Singles Only for Love und Too Much Trouble gelangen ihm erste Erfolge. Den größten Hit seiner Karriere landete er jedoch in Zusammenarbeit mit Giorgio Moroder 1984 mit The NeverEnding Story, dem Titelsong zur US-Version des Films Die unendliche Geschichte. Sein Album Don’t Suppose erreichte Platz 6 in deutschen Charts. Moroder produzierte 1986 ein weiteres Album von Limahl mit dem Titel Colour All My Days und dem kleineren Hit Love in Your Eyes. Die Single Inside to Outside von 1986 ist eine Coverversion des Titels der deutschen Gruppe Lake von deren Album So What! aus dem gleichen Jahr.
Anfang der 1990er Jahre versuchte Limahl mit Too Shy ’92 an den Erfolg früherer Tage anzuknüpfen. Das Album Love Is Blind wurde kein kommerzieller Erfolg und erreichte keine Top 100. Für den japanischen Markt wurde eine um zwei Bonustracks erweiterte Version des Albums herausgebracht.
Seit den 1990er Jahren und seinem Coming Out tritt Limahl hauptsächlich bei 80s-Revival-Shows auf.
In den Jahren 2000/2001 spielte er eine Hauptrolle im Musical What a Feeling. 2004 nahm er an der deutschen Fernsehshow Comeback – Die große Chance teil, in der er den vierten Platz belegte.
Im Jahr 2006 brachte Limahl eine neue Single heraus: Tell Me Why. Es folgte ein Best-of-Album. Im Jahr 2008, 25 Jahre nach dem Weggang von Kajagoogoo, schloss sich Limahl seiner alten Band wieder an. Ende 2009 wurden die beiden älteren Solo-Alben Don’t Suppose und Colour All My Days als Download mit Bonus-Remixes und 12"-Versionen veröffentlicht.
Im Jahr 2012 nahm er als Kandidat der britischen Reality-Show I’m a Celebrity … Get Me Out of Here! teil, dem Vorbild für die deutsche Sendung Ich bin ein Star – Holt mich hier raus! und belegte von 12 Kandidaten den 10. Platz.

## Diskografie

### Studioalben
| Jahr | Titel              | Höchstplatzierung, Gesamtwochen, AuszeichnungChartplatzierungen (Jahr, Titel, Platzierungen, Wochen, Auszeichnungen, Anmerkungen) | Höchstplatzierung, Gesamtwochen, AuszeichnungChartplatzierungen (Jahr, Titel, Platzierungen, Wochen, Auszeichnungen, Anmerkungen) | Höchstplatzierung, Gesamtwochen, AuszeichnungChartplatzierungen (Jahr, Titel, Platzierungen, Wochen, Auszeichnungen, Anmerkungen) | Höchstplatzierung, Gesamtwochen, AuszeichnungChartplatzierungen (Jahr, Titel, Platzierungen, Wochen, Auszeichnungen, Anmerkungen) | Höchstplatzierung, Gesamtwochen, AuszeichnungChartplatzierungen (Jahr, Titel, Platzierungen, Wochen, Auszeichnungen, Anmerkungen) | Anmerkungen                             |
| Jahr | Titel              | DE | AT | CH | UK | US | Anmerkungen                             |
| ---- | ------------------ | --- | --- | --- | --- | --- | --------------------------------------- |
| 1984 | Don’t Suppose      | DE6 (18 Wo.)DE | AT10 (14 Wo.)AT | CH6 (8 Wo.)CH | UK63 (3 Wo.)UK | US41 (20 Wo.)US | Erstveröffentlichung: 26. November 1984 |
| 1986 | Colour All My Days | DE45 (3 Wo.)DE | — | — | — | — | Erstveröffentlichung: 1986              |
| 1992 | Love Is Blind      | — | — | — | — | — | Erstveröffentlichung: 1992              |

### Kompilationen
- 1993: The Singles and More (Kajagoogoo und Limahl)
- 1996: The Best of Limahl
- 1996: The Best Of (Kajagoogoo und Limahl)
- 1998: Limahl’s Greatest Hits
- 2000: Kajagoogoo & Limahl (Kajagoogoo und Limahl)
- 2002: Never Ending Story
- 2003: The Very Best of Kajagoogoo and Limahl (Kajagoogoo und Limahl)
- 2009: Too Shy: The Best of Kajagoogoo & Limahl (Kajagoogoo und Limahl)
- 2012: The Hits (Kajagoogoo und Limahl)
- 2014: Original Album Series (Kajagoogoo und Limahl) (Box-Set)

### Singles
| Jahr | Titel                                | Höchstplatzierung, Gesamtwochen, AuszeichnungChartplatzierungen (Jahr, Titel, Platzierungen, Wochen, Auszeichnungen, Anmerkungen) | Höchstplatzierung, Gesamtwochen, AuszeichnungChartplatzierungen (Jahr, Titel, Platzierungen, Wochen, Auszeichnungen, Anmerkungen) | Höchstplatzierung, Gesamtwochen, AuszeichnungChartplatzierungen (Jahr, Titel, Platzierungen, Wochen, Auszeichnungen, Anmerkungen) | Höchstplatzierung, Gesamtwochen, AuszeichnungChartplatzierungen (Jahr, Titel, Platzierungen, Wochen, Auszeichnungen, Anmerkungen) | Höchstplatzierung, Gesamtwochen, AuszeichnungChartplatzierungen (Jahr, Titel, Platzierungen, Wochen, Auszeichnungen, Anmerkungen) | Anmerkungen                                                                                         |
| Jahr | Titel                                | DE | AT | CH | UK | US | Anmerkungen                                                                                         |
| ---- | ------------------------------------ | --- | --- | --- | --- | --- | --------------------------------------------------------------------------------------------------- |
| 1983 | Only for Love Don’t Suppose          | DE8 (17 Wo.)DE | AT9 (8 Wo.)AT | CH5 (10 Wo.)CH | UK16 (9 Wo.)UK | US51 (7 Wo.)US | Erstveröffentlichung: Oktober 1983                                                                  |
| 1984 | Too Much Trouble Don’t Suppose       | DE26 (9 Wo.)DE | — | — | UK64 (3 Wo.)UK | — | Erstveröffentlichung: Juni 1984                                                                     |
| 1984 | The NeverEnding Story Don’t Suppose  | DE2 (22 Wo.)DE | AT2 (16 Wo.)AT | CH3 (14 Wo.)CH | UK4 Silber · (14 Wo.)UK | US17 (19 Wo.)US | Erstveröffentlichung: August 1984                                                                   |
| 1984 | Tar Beach Don’t Suppose              | DE30 (8 Wo.)DE | — | — | — | — | Erstveröffentlichung: November 1984                                                                 |
| 1986 | Love in Your Eyes Colour All My Days | DE28 (13 Wo.)DE | — | CH26 (4 Wo.)CH | UK80 (4 Wo.)UK | — | Erstveröffentlichung: Mai 1986                                                                      |
| 1986 | Inside to Outside Colour All My Days | DE57 (5 Wo.)DE | — | — | — | — | Erstveröffentlichung: August 1986                                                                   |
| 2004 | Survivor –                           | DE22 (6 Wo.)DE | AT50 (3 Wo.)AT | — | — | — | Erstveröffentlichung: März 2004 als Comeback United (mit Haddaway, Chris Norman, C. C. Catch u. a.) |
| 2006 | Tell Me Why –                        | DE96 (3 Wo.)DE | — | — | — | — | Erstveröffentlichung: Mai 2006                                                                      |

Weitere Singles
- 1980: It’s Christmas (als Chris Hamill)
- 1981: Angel (als Chris Hamill)
- 1986: Colour All My Days (Da color a mis días)
- 1986: No lo pienses mas (spanische Version von Colour All My Days)
- 1991: Stop (Bassline feat. Limahl)
- 1991: Maybe This Time (Bassline feat. Limahl)
- 1992: Love Is Blind
- 1992: Too Shy ’92 Remix
- 1996: Walking in Rhythm (Shy Guy feat. Limahl)
- 2006: Too Shy(vs. Julian Créance)
- 2008: Too Shy 2008 (Physics feat. Limahl)
- 2009: Superior Love (The Dark Side) (Sara Noxx feat. Limahl feat. 18 Summers)
- 2012: 1983
- 2012: London for Christmas
- 2020: One Wish for Christmas

## Auszeichnungen für Musikverkäufe
| Goldene Schallplatte - Italien - 2024: für die Single The NeverEnding Story - Spanien - 1984: für die Single The NeverEnding Story |

Anmerkung: Auszeichnungen in Ländern aus den Charttabellen bzw. Chartboxen sind in ebendiesen zu finden.
| Land/RegionAuszeichnungen für Musikverkäufe (Land/Region, Auszeichnungen, Verkäufe, Quellen) | Silber  | Gold     | Platin | Verkäufe | Quellen       |
| -------------------------------------------------------------------------------------------- | ------- | -------- | ------ | -------- | ------------- |
| Italien (FIMI)                                                                               | —       | Gold1    | —      | 50.000   | fimi.it       |
| Spanien (Promusicae)                                                                         | —       | Gold1    | —      | 25.000   | mediafire.com |
| Vereinigtes Königreich (BPI)                                                                 | Silber1 | —        | —      | 250.000  | bpi.co.uk     |
| Insgesamt                                                                                    | Silber1 | 2× Gold2 | —      |          |               |

## Filmografie
- 1985: Der Formel Eins Film (VHS, Laserdisc, DVD)

## Awards
- 1983: Bravo Otto in Gold[3]
- 1984: Bravo Otto in Gold[4]

## Trivia
- In der Erstauflage von Limahls Debüt-Album Don’t Suppose war sein späterer weltweiter Hit The Never Ending Story gar nicht vorhanden. Auf Seite A der LP, Track 5 befindet sich The Greenhouse Effect. Erst die spätere Version des Don’t Suppose – Longplays mit verändertem Tracklisting wurde kommerziell erfolgreich und das ausgetauschte The Greenhouse Effect erschien als B-Seite der Single Tar Beach.